# Свибовец
Свибовец је насељено место у саставу града Вараждинске Топлице у Вараждинској жупанији, Хрватска. До територијалне реорганизације у Хрватској налазио се у саставу старе општине Нови Мароф.

## Становништво
На попису становништва 2011. године, Свибовец је имао 302 становника.

## Попис1991.
На попису становништва 1991. године, насељено место Свибовец је имало 366 становника, следећег националног састава:
| Попис 1991.‍ | Попис 1991.‍ | Попис 1991.‍ | Попис 1991.‍ | Попис 1991.‍ |
| ----------- | ----------- | ----------- | ----------- | ----------- |
|             |             |             |             |             |
| Хрвати      | Хрвати      |             | 361         | 98,63%      |
| Срби        | Срби        |             | 3           | 0,81%       |
| Немци       | Немци       |             | 1           | 0,27%       |
| остали      | остали      |             | 1           | 0,27%       |
| укупно: 366 |             |             |             |             |